# 爪楊枝

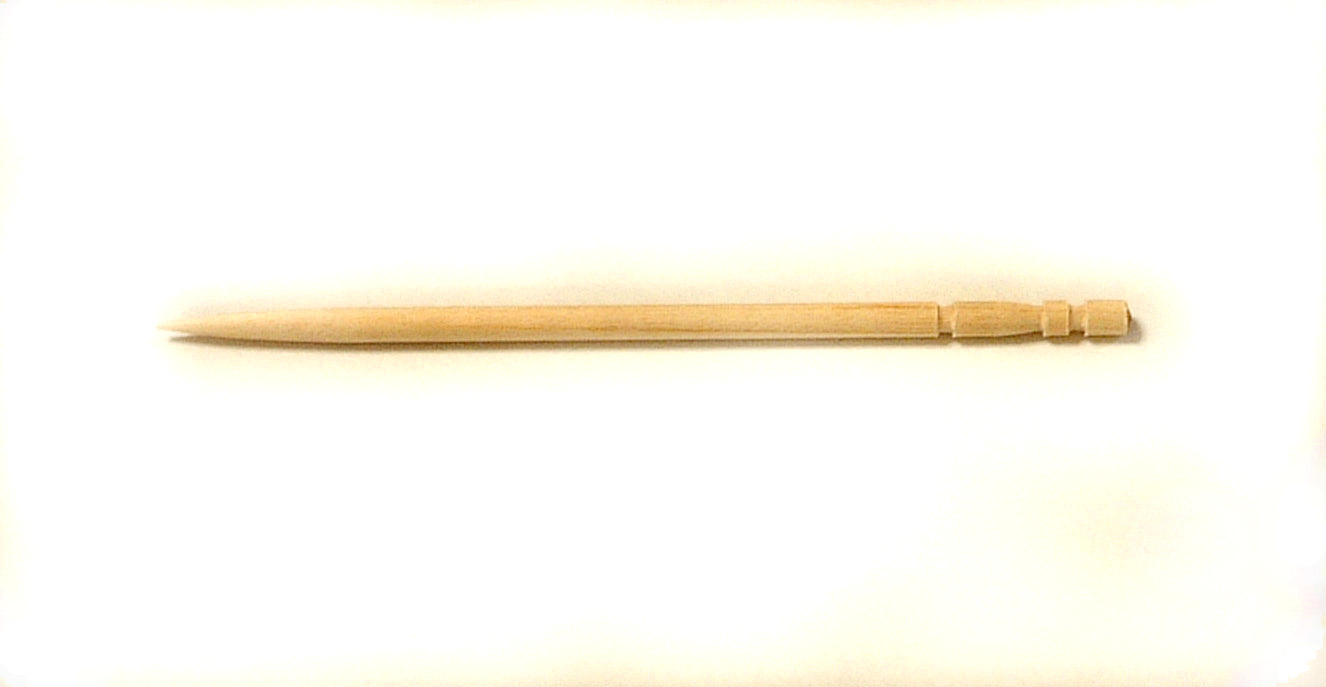
爪楊枝

爪楊枝（つまようじ、妻楊枝）は、歯間に挟まったものを取ったり食物を刺したりするのに使う先の尖った細い棒である。箸や串程には長くなく主に木製である。単に楊枝（ようじ）あるいは小楊枝と呼ばれることもある。英語ではToothpickといい、合成樹脂や竹など木以外の素材の製品も見られる。

## 歴史
人類の口腔衛生の痕跡は旧石器時代に遡れるが、シュメールの遺跡からは爪楊枝と思われる黄金製の遺物が出土している。中国でも4千年前から小楊枝が使われており、とげ抜き、耳かきと合わせて「三緒」と呼ばれていた。
インドでは古代よりダンタカシュータと呼ばれるニームの小枝で歯の清掃をする習慣があり、仏典で釈迦が弟子たちに口腔衛生を勧めたことから、仏教の伝播とともにダンタカシュータは「歯木」と漢訳されて中国に伝わった。しかし、中国にはニームが無かったため、代用として虫歯の痛み止めの効用がある楊柳の枝（楊枝）が使われるようになった。歯木は仏教とともに日本にも伝わり、道元は『正法眼蔵』洗面巻で歯木による口腔衛生とその功徳について説いている。歯木はその後房楊枝として普及したが、今日の爪楊枝の原型は江戸時代になって房楊枝から独立する形で現れ、「小楊枝」「妻楊枝」と呼ばれた。明治時代まで楊枝は楊枝職人によって手作業で作られていたが、大正時代になると、使い捨てできる機械加工の楊枝が輸入されるようになり、打撃を受けた国内の楊枝業者も楊枝の機械加工へと変化していった。

## 形状・材質
爪楊枝は、一般に長さ10センチメートル未満程度の木の棒で、先端がある程度尖らせてある他、末端が滑り止めなどの凹凸になっていたり、何かしらの飾りがみられるものもある。
クロモジの木で作られたものが多かったため、黒文字ともいう。安価な木製では使用されるシラカバなどの木自体がやわらかいことや、合成樹脂製のものでも衛生の観点もあり、使い捨てにされることが多い。ただ、洗うなどして繰り返し使用することを前提にした高級品もあり、象牙や金で造られたものもある。
こけし
日本では先端の反対側に装飾が施されている物が多い。装飾はこけしと言い、メーカーによって模様が違ってどこが作ったか判別できるブランドのようなものであり、昭和30年代半ばに高山の楊枝職人がこけしを模してデザインした説、製造上できるささくれを摩擦で処理した際に黒くなることから見栄えのために約25社が話し合いを行いこけし人形の黒い頭に見立てて溝をつけた説、日本製爪楊枝製造機の精度の高さをアピールするために付けられるようになったとする説もある。この部分を折って箸置きのようにするためだというのは風評であって根拠はない。推測として、高度経済成長期に経済評論家が勝手に箸置きにする事ができると言ったことがありそこから広がり始めたか、ある落語家が爪楊枝の先端を折って爪楊枝置きにする動作があったことから広がり始めたとされている。
高級品は着色や紋様が入っていることもある。また、紙袋に封入されているものもある。外食産業等では楊枝立てに入れて供される。
日本では丸軸の楊枝が一般的であるが、欧米では丸軸の楊枝はサンドイッチなどの料理を突き刺すためのカクテルピックなどに多く、口腔衛生に供される楊枝は断面が三角など多角形の平楊枝が一般的である。日本の爪楊枝の長さが60ミリメートルが主流なのに対し、欧米の楊枝は67ミリメートルから90ミリメートルと長い傾向があり、両端ともに尖っている両先端楊枝や、尾部に装飾用のリボンの付いたフリルピックがなどがある。また、肉食が盛んなアメリカでは、先端にミントの香料を塗った爪楊枝もある。

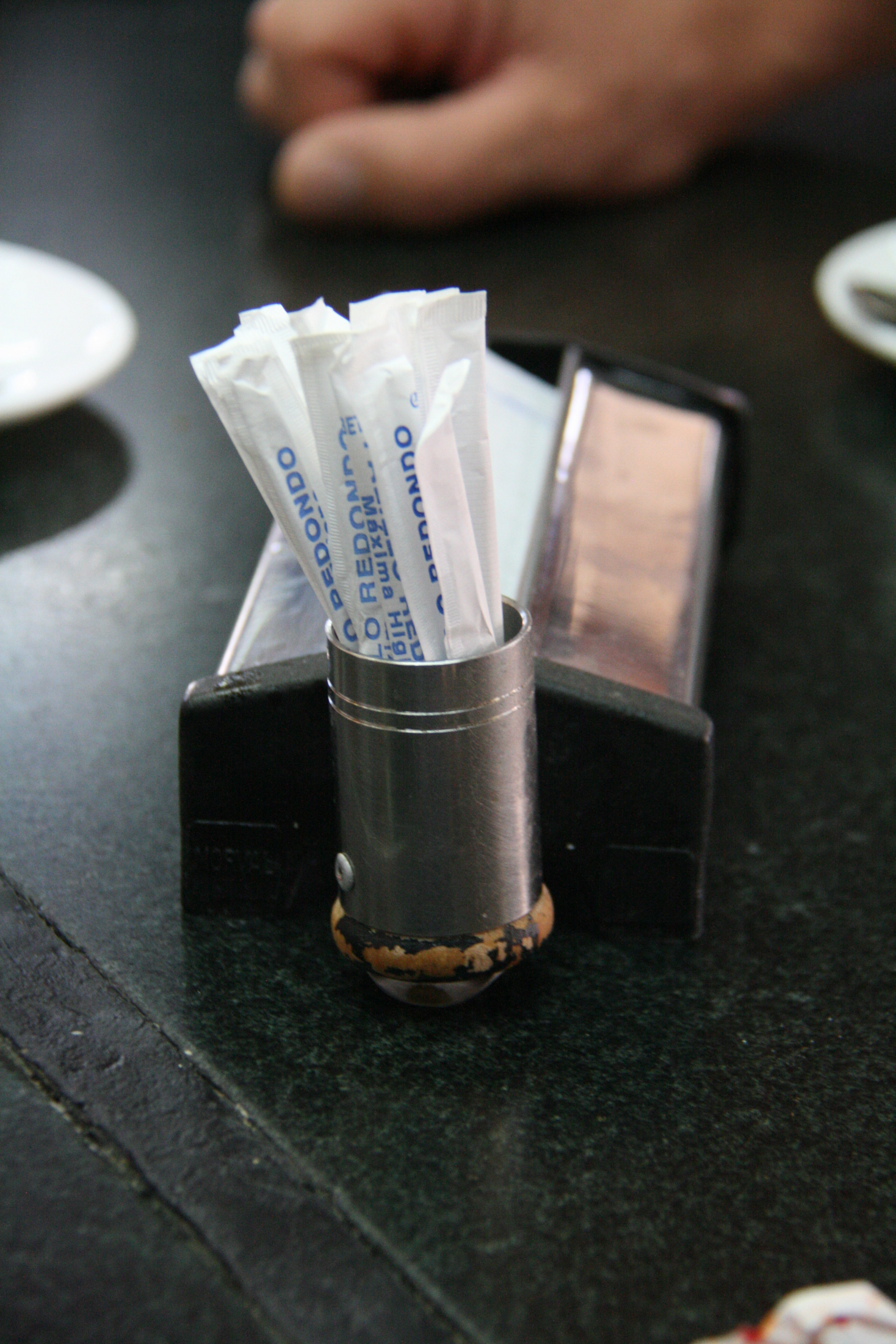
袋入りの爪楊枝
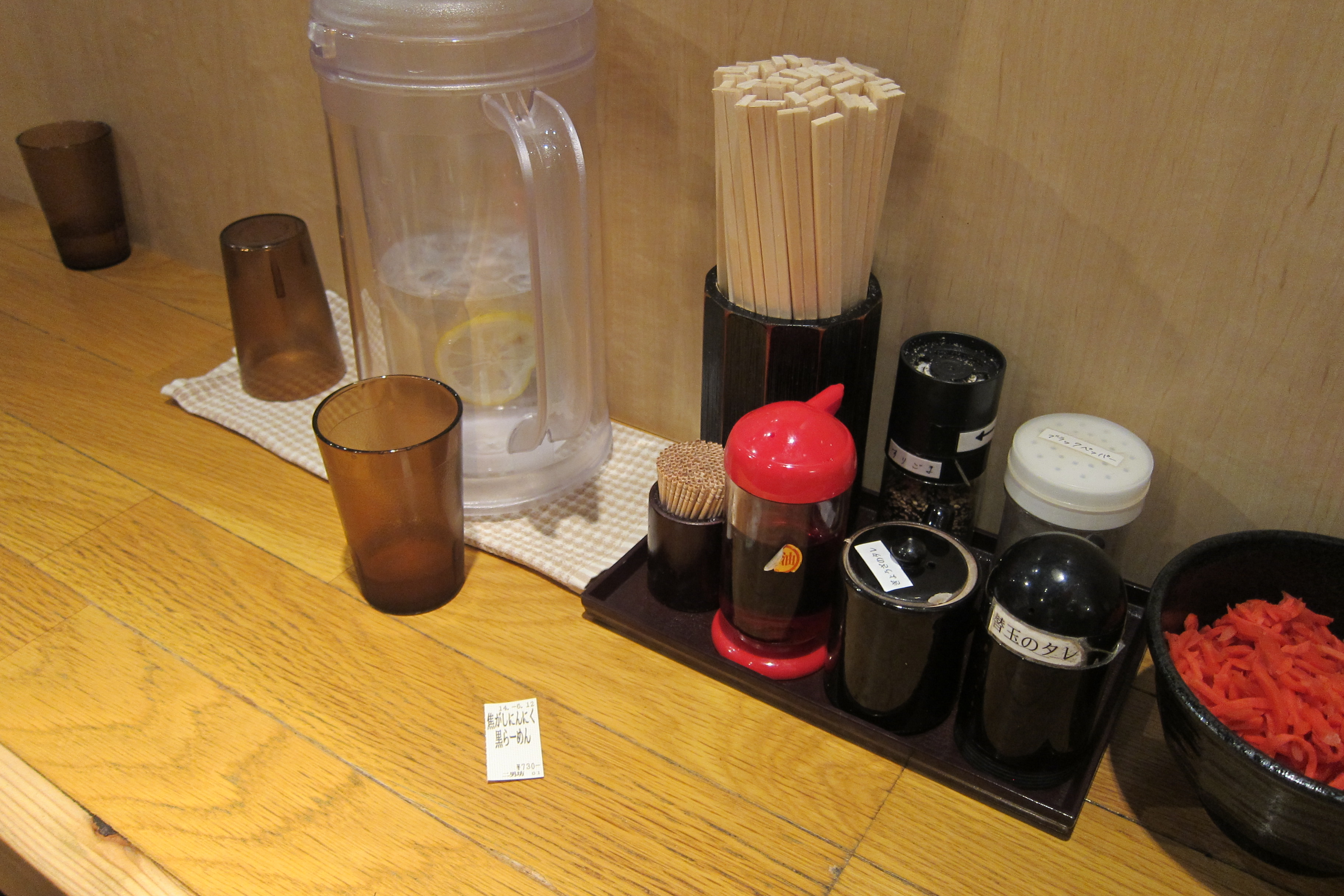
食堂に用意された爪楊枝
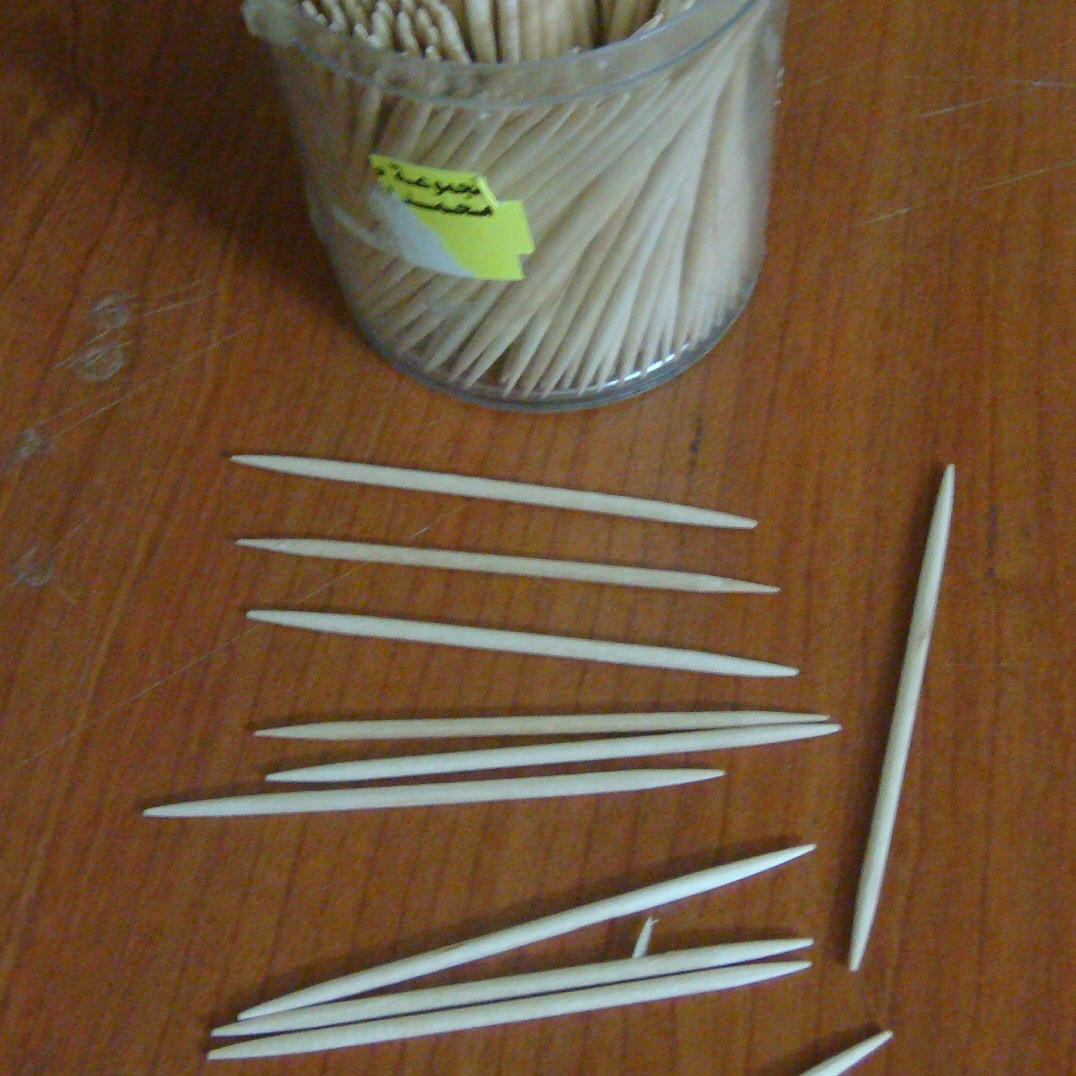
両端が尖った爪楊枝
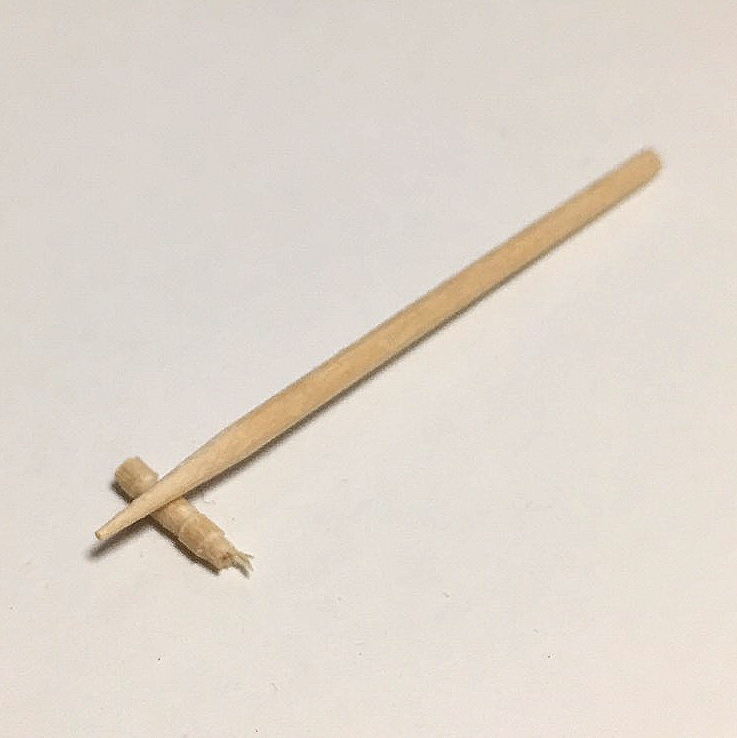
「こけし」を折って箸置きのようにした爪楊枝

## 用途
用途としては、歯の間に詰まった食べかすを取る道具としてよく用いられるが、食品に添えて口に運ぶための食器として用いられたり、あるいはばらけ易い料理を一まとめにする際にも使われる。

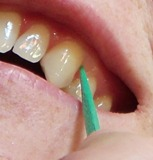
歯の間に差し込まれる爪楊枝
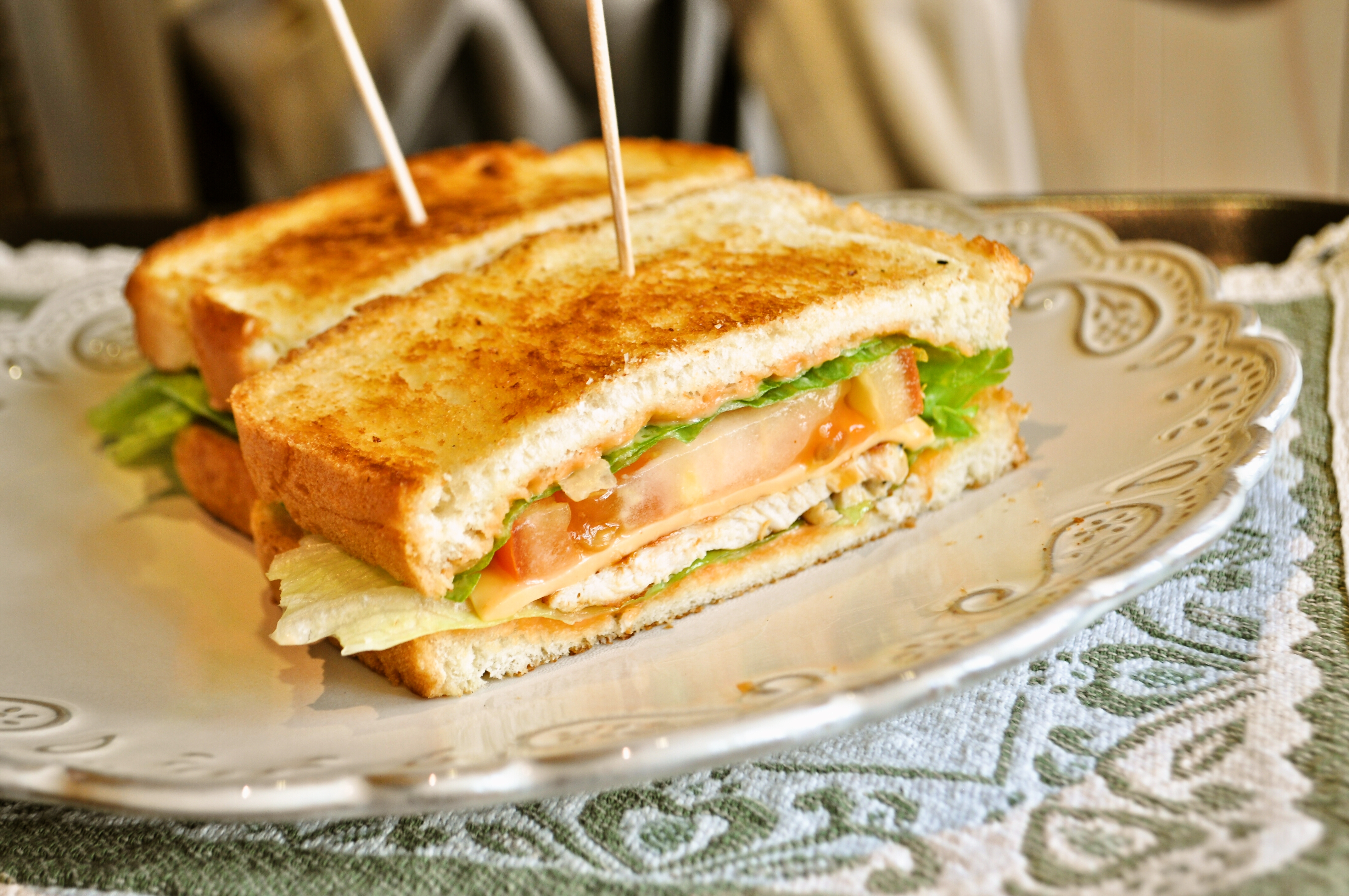
食材をまとめる
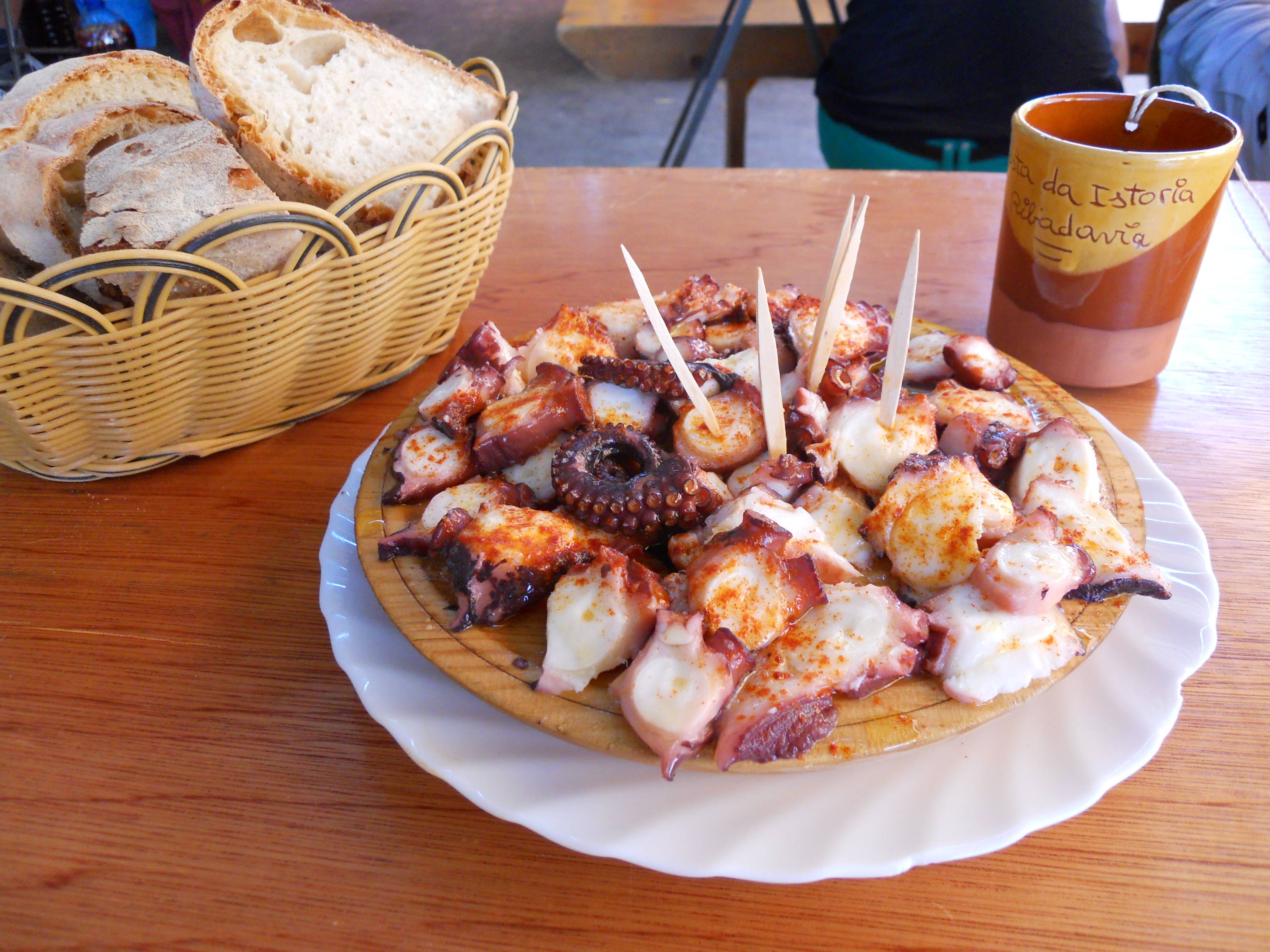
料理を口に運ぶための食器
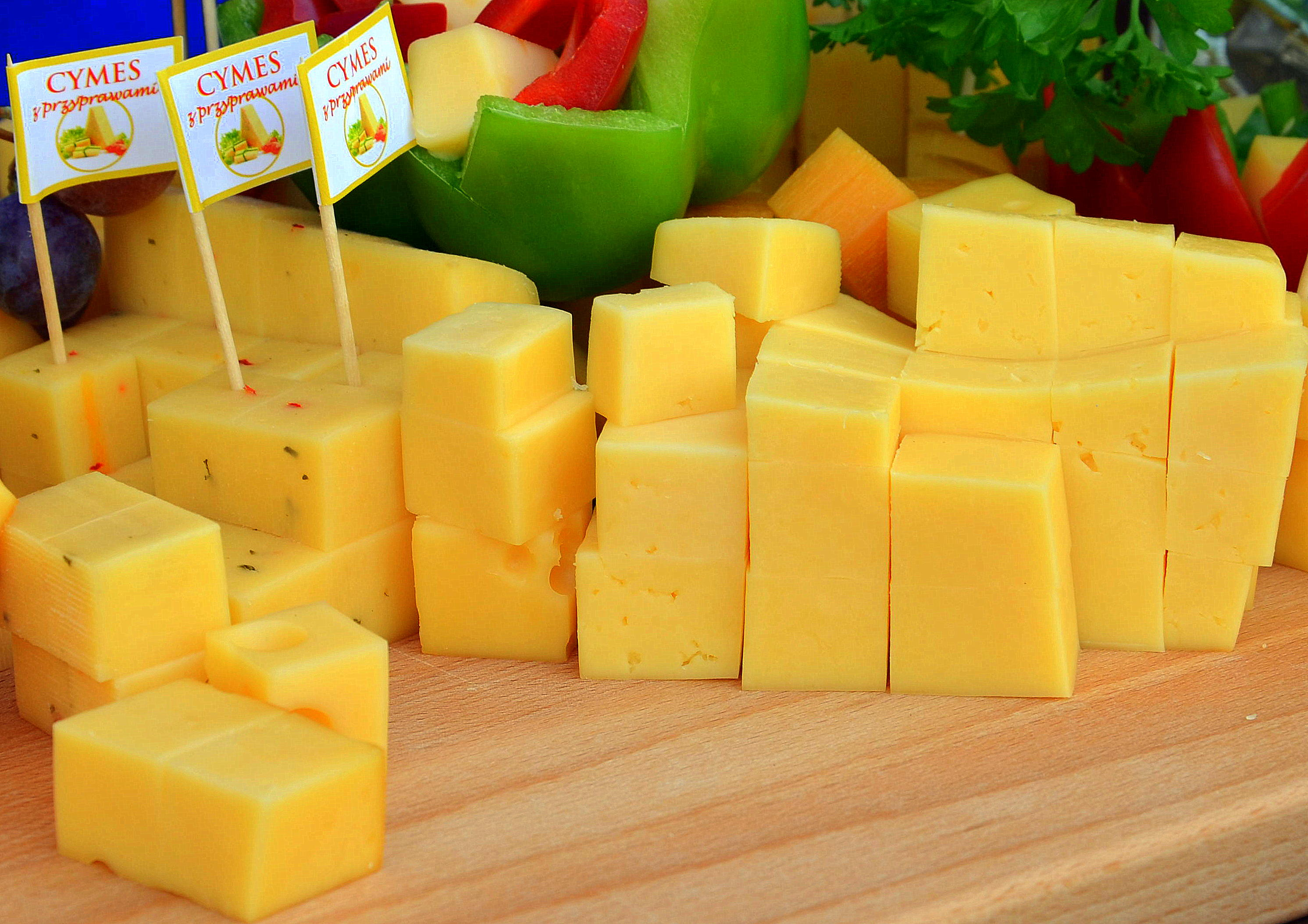
旗を付けて料理の装飾

## 黒文字

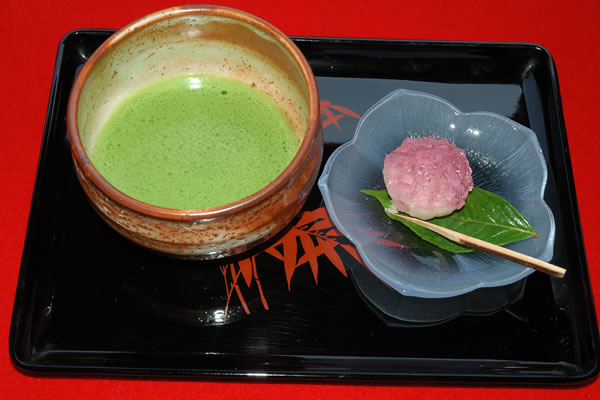
抹茶と菓子に添えられた黒文字
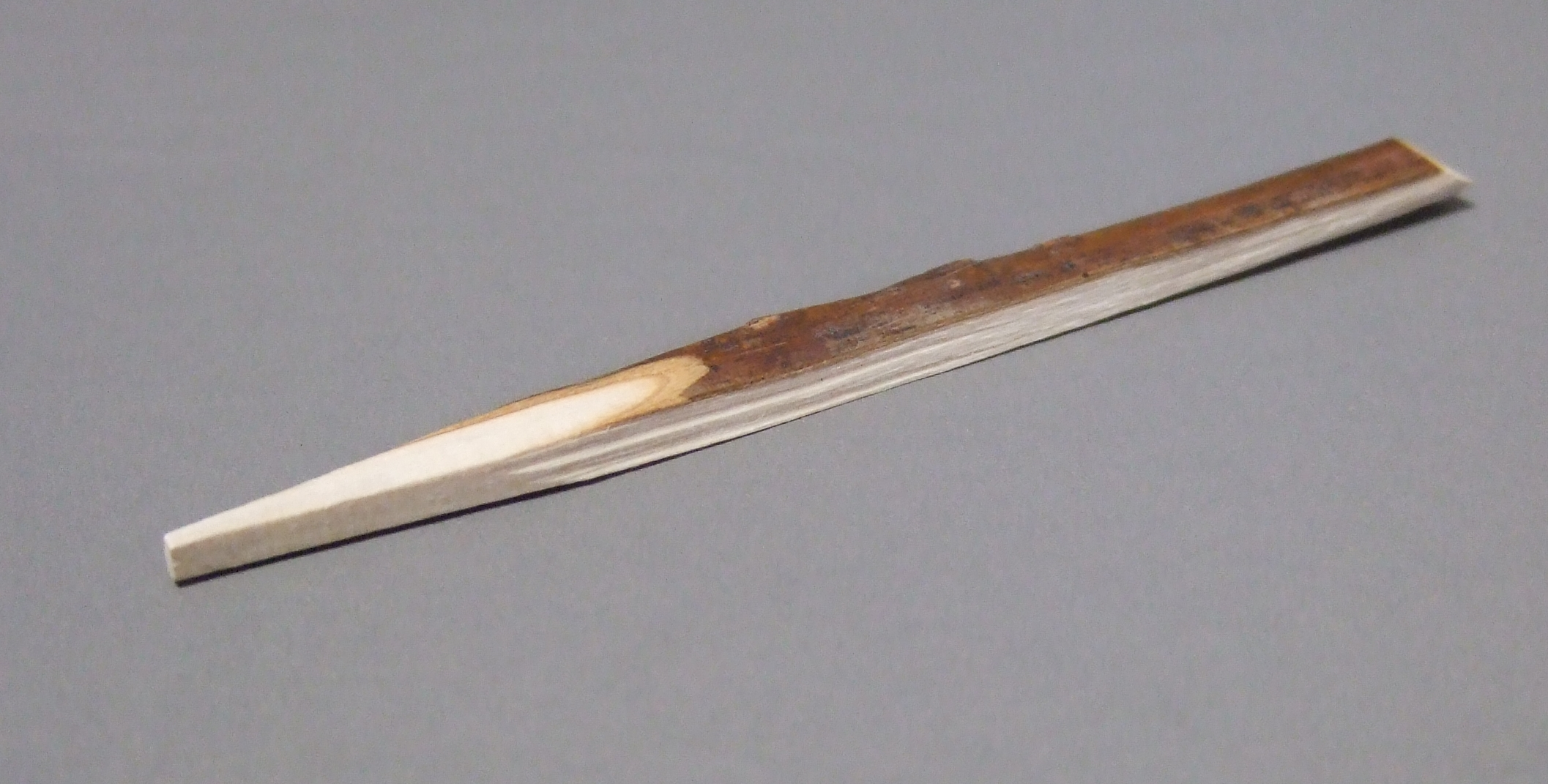
黒文字

和菓子を供するときに、菓子を切ったり口に運んだりするために楊枝をつけることがある。この場合は一般的な丸型の爪楊枝ではなく、樹皮付きで角型の大振りな楊枝が用いられることが多い。この楊枝は現在においても黒文字と呼ばれ、クスノキ科の落葉低木であるクロモジの枝を使うことに由来する。
こちらは高級感を出す意図もあるのか、一本ずつ紙製の鞘がついているものもあり、使用する際に鞘から引き抜いて使う。形状的には柔らかい和菓子を押し切る形で、大口を開けずに一口に収まるよう切り分けることにも使われることから、先端部はややへら状に薄くなっている場合もある。

## 各国の爪楊枝

### 日本
大阪府河内長野市が販売や生産などを含めた取扱量で日本一である。

### 中国
中国では、木製の四角いものや、少し平たい形状のものも用いられているが、歯の間に入りにくいので、日本のもののような形状に変わりつつある。

### 韓国
韓国では1992年12月、資源の節約及び資源再活用促進に関する法律が施行、使い捨て製品の使用が禁止されたことから、飲食店などではトウモロコシの澱粉を原料にした食用にも出来る爪楊枝が使用されている。残飯を家畜の餌にしていたが通常の爪楊枝が家畜の胃を突き破ることもあったため、これによって残飯に混ざっていても、取り除かずに飼料として使えるようになった。
人が調理して食べることも一応可能であり、2020年代には揚げてスナック菓子状にして食べるという動画がSNSで反響を呼び、様々なアレンジレシピが投稿されるほどまでに流行している。この事態を鑑み、2024年1月、食品医薬品安全処は食品としての安全性は検証されていない旨の声明を行っており、地元メディアは爪楊枝に添加されているソルビトールを過剰摂取すると嘔吐、下痢、炎症を引き起こす可能性があると呼びかけている。

### ベトナム
ベトナムでは、日本の爪楊枝を1/4に縦割りしたほどの細いものが使われる。また、人の面前で使うことに対する抵抗感はほとんど無く、特に若い女性であってもごく当たり前に使用する。

### イタリア
イタリアでは、両先の尖った「samurai」というネーミングの爪楊枝（日本製）がポピュラーである。

## 国内製造元
「こけし」を施した一般的な形（丸軸型）の、純国産爪楊枝を製造する会社
- 菊水産業[16]
- 広栄社[17]

その他、純国産爪楊枝を製造する会社
- 雅び[18]
- やなぎプロダクツ[19]
- 竹虎 - 竹楊枝

また、「日本つまようじ組合」が存在する。

## その他
- ギネス世界記録認定種目としては「ひげに刺した最多のつまようじ」というものがある[20]。
- 競艇においては、競艇選手がエンジンに供給する燃料の量を調整するために爪楊枝を使用しており、通称「紋次郎の調整」と呼ばれている[21]。